# 蛇斎餅粽
蛇斎餅粽（じゃさいへいそう、繁体字: 蛇齋餅糭; イェール式広東語: sèh jāai béng júng）は、香港特有の政治現象である。多くの建制派政党では、食品や贈答品、安価なレクリエーション活動などのささやかな利益を有権者に提供し、それを見返りに潜在的な政治的支持や票を獲得する習慣がある。
「蛇斎餅粽」は「蛇宴（蛇料理の宴会）」、「齋宴（精進料理の宴会）」、「糕餅（農暦新年の年糕や中秋節の月餅といった菓子類）」、「糉（端午節のちまき）」を指すほか、有権者の心をつかむ目的で行われる、あらゆる形の小さな利益供与を含む。例えば格安の海鮮料理会、郊外やテーマパークへの日帰り旅行、更には割引価格での証明写真撮影や散髪、さまざまな無料のコミュニティイベントなどがある。これらはしばしば「コミュニティサービス」や「市民交流」といった名目で実施されるが、実態は選挙での票を得るための利益供与であり、事実上の買収行為ともいえる。しかし、その行為は贈収賄や不正防止に関する法規制のグレーゾーンにあり、香港における政治動員の特徴の一つとなっている。

## 背景
2023年の香港選挙改革以前、多くの区議会選挙では、各選挙区がわずか4、5ブロックほどの小さな範囲であった。そのため、特定の地域では、日常的に大半の有権者と顔を合わせることが可能であり、様々な方法を用いて有権者と関係を築くことが行われていた。

## 事例
2018年4月11日、民主党の尹兆堅と林紹輝は、共同事務所において市民にチョコレート味のダイジェスティブビスケットを無料配布した。これに対し、建制派の民主建港協進聯盟（民建聯）の立法会議員である陳恒鑌が疑義を呈し、「一人につき8袋も配るとは、自分も到底かなわない」と冗談めかして述べた。これに対し尹は、自身の議員事務所が登録非営利慈善団体「食徳好」の登録された食品配布拠点であることを説明した。食品会社とマッチングを行い、期限が近づき販売できなくなった食品を無償で基層市民に配布し、食品ロスを防ぐとともに環境保護と廃棄物削減に貢献していること、さらにメーカー側も期限切れ食品の保管料を支払う必要がなくなり、困窮層支援に繋がることを強調した。尹は、次回疑問があれば、まず直接問い合わせてほしいと呼びかけた。
2018年8月23日、建制派は観塘民聯会（観民会）と協力し、新たに転入した居民に対し、1人あたり300香港ドルの学生手当を直接配布した。記者の取材によれば、この手当の配布にかかった費用は約30万香港ドルであったという。このような現金の直接配布に対し、政界関係者の多くは驚きを示し、潜在的な対立候補である民主党の林冠存は「現金の配布は非常に珍しく、このような活動は大変訝しいものである」と述べた。
2018年12月6日、民建聯の屯門区議会主席である梁健文が、地域住民に対し、買い物用の手押し車を100台以上無料で配布した。これらの手押し車には、梁の名前と顔写真が印刷されていた。これに対し、民主派の香港民主民生協進会総幹事である李庭豊は「やりすぎである」と批判し、梁による行為を「蛇斎餅粽のアップグレード版」ではないかと疑問を呈した。
2018年3月の香港立法会補欠選挙において、民建聯が九龍西選挙区に擁立した2番候補の鄭泳舜が当選した。その後、彼の選挙運動チームのメンバーが「海麗之友社」を通じて福袋を配布し、有権者に投票を促していたことが発覚した。福袋には食品や日用品などが入っており、その価値は約100香港ドル相当であったため、この行為は選挙における不正行為に該当する疑いが持たれた。このうち、福袋を配布していた「海麗之友社」のメンバーである鄧奕梅と王維霞は、2019年12月に他者への利益供与罪で起訴された。なお、王維霞は民建聯主席で立法会議員の李慧琼の元助手であった。また、福袋を受け取った上で投票に同意した海麗邨の住民2名も共に起訴された。2021年5月13日、裁判所は鄧と王が選挙において不正行為を共謀し、他者への利益供与罪について有罪判決を下した。2021年5月26日、両名にはそれぞれ懲役8ヶ月の実刑判決が言い渡された。

## 意見

### 好意的
- メディア関係者の張景宜は、もし短期的な「民生カード」が効果を持たないのであれば、それを打ち出す人がこれほど多くはならないだろうと指摘している。最大多数の支持を得ることを基準とするならば、単に政治理念に頼るのではなく、有権者が目下切実に関心を寄せている課題に寄り添うべきだと述べている[12]。
- ソーシャルワーカーの郭駿仁は、マズローの五段階欲求説に基づき、まず人間は生理的なニーズが最優先であり、最終的には自己実現のニーズが重要になると述べている。蛇斎餅粽を長年支持する人々には、長期間困難な状況にあり、さらには社会的な支援を欠いている基層の高齢者が多く、その生理的および感情的なニーズは非常に大きいと指摘している[13]。

### 批判的
- 作家の梁文道は、古くから人々の心を安定させるために、体制は常に「パンとサーカス」を提供してきたとし、またこうした体制と人民の結びつきは、「私について来なさい、そうすればあなたを満たしてあげる」という権威の本質を的確に指摘していると述べている[1]。
- 時事評論家の梁啓智は、区議会は「蛇斎餅粽」だけがある訳ではなく、また「蛇斎餅粽」をうまく扱う議員が必ずしもコミュニティプランに優れているわけではないため、区議会はしばしば実権のない「ゴム印（英語版）」のような存在になっていると述べている[14]。
- 民主党副主席の尹兆堅は、このような行為が選挙の意味を歪めていると批判し、「これは完全に狂っており、選挙の有権者や立候補者、代議士との関係と意味を歪めている」と述べている[15]。

### その他
- 当時公民党主席であった梁家傑は、2011年選挙後の記者会見で、区議会はますます「蛇斎餅粽」が盛んとなっており、若者が区議会を通じて政治の道に進むのは無駄であり、「蛇斎餅粽」は区議会選挙の代名詞となったと述べた。また、有権者の中には、区議会議員は「蛇斎餅粽」しかできず、せいぜいお年寄りとおしゃべりをしたり、無料で血圧を測ったりするだけだと思い、投票に行かない人もいるとした[16]。